# Batalha de Vernix
A Batalha de Vernix foi um confronto entre as forças romanas, lideradas pelo legado de Júlio César, Quinto Titúrio Sabino, e uma coalizão de tribos gaulesas lideradas pelos unelos, no contexto das Guerras Gálicas.

## Batalha
Durante sua campanha contra os vênetos, César enviou Sabino até o território dos unelos à frente de três romanas. Assim que chegou à região, os eburovicos e os lexóvios assassinaram suas lideranças que se mostraram favoráveis a uma paz com a República Romana e se uniram aos unelos, reforçados também por guerreiros vindos de toda a Gália.
Sabino mandou construir uma fortaleza de madeira em uma colina em um local não especificado — acredita-se que tenha sido em algum ponto entre Vernix e Tirepied, perto de Le Petit-Celland ou Vire. Imediatamente, o chefe unelo, Virídovix, chegou à região, mas Sabino se recusou a sair para a batalha. Ao invés disto, ele enviou um de seus auxiliares gauleses até o acampamento inimigo com a falsa informação de que os romanos estariam aterrorizados e planejavam escapar durante a noite; inflamados, os guerreiros pressionaram Virídovix para que um ataque ao acampamento começasse de imediato.
Os gauleses tentaram atacar de surpresa o forte romano, mas Sabino ordena uma sortida pelas duas entradas laterais, o que surpreendeu os gauleses e os colocou em fuga. Posteriormente, a cavalaria romana se encarregou de massacrar os guerreiros que fugiam. Pouco depois chegou a notícia da vitória romana sobre os vênetos na Batalha do Golfo de Morbihan, o que levou unelos e seus aliados a se renderem.